# Charlotte Häser
Charlotte Henriette Häser (* 24. Januar 1784 in Leipzig; † 1. Mai 1871 in Rom) war eine deutsche Opernsängerin (Sopran).

## Leben
Seit 1800 trat sie als Opernsängerin in Leipzig, Dresden, Wien und Italien auf.
Sie war die Tochter des Violinisten Johann Georg Häser (1729–1809). Ihre Brüder waren der Organist Johann Friedrich Häser (1775–1801), der Schauspieler und Sänger Karl Georg Häser (1777–1873), der Komponist August Ferdinand Häser (1779–1844) sowie der Opernsänger Christian Wilhelm Häser (1781–1867). Der Opernsänger und Komponist Karl Häser (1809–1887) war ihr Neffe, die Sängerin Mathilde Häser (1815–1885) ihre Nichte.
Verheiratet war sie mit dem italienischen Rechtsgelehrten und Archivar Giuseppe Vera. Mit diesem lebte sie in Rom und auf ihrem Landgut „Amelia“. Sie verstarb am 1. Mai 1871.